# Stiepan Mosin
Stiepan Wasiljewicz Mosin, ros. Степан Васильевич Мосин (ur. w 1904 r. w wiosce Czernyszino w regionie kałuskim w Rosji, zm. po 1946 r. w ZSRR) – radziecki nauczyciel, współzałożyciel i członek komitetu centralnego Narodowo-Socjalistycznej Partii Rosji oraz główny redaktor jej organu prasowego, członek władz tzw. Republiki Łokockiej, następnie pełnomocnik przy sztabie Sił Zbrojnych Komitetu Wyzwolenia Narodów Rosji ds. materialnej pomocy dla uchodźców z okupowanych obszarów ZSRR podczas II wojny światowej
W 1927 r. wstąpił do Wszechzwiązkowej Partii Komunistycznej (bolszewików). W 1937 r. został z niej wykluczony pod zarzutem krytyki kolektywizacji rolnictwa. W 1940 r. przyjęto go z powrotem do partii komunistycznej. Pracował jako nauczyciel. Po ataku wojsk niemieckich na ZSRR 22 czerwca 1941 r., został 10 sierpnia zmobilizowany do Armii Czerwonej. Miał służyć w batalionie budowlanym, ale szybki postęp Niemców sprawił, że oddział został rozpuszczony. Stiepan W. Mosin przybył do miasta Orzeł, gdzie mieszkała jego rodzina. Po pewnym czasie przeniósł się do miejscowości Łokoć, będącej centralną siedzibą władz tzw. Republiki Łokockiej. Został zastępcą Bronisława W. Kaminskiego, który z kolei pełnił funkcję zastępcy stojącego na czele Republiki Łokockiej Konstantina P. Woskobojnika. Odpowiadał za sprawy agitacji i propagandy. Współuczestniczył w utworzeniu przez K. P. Woskobojnika Narodowo-Socjalistycznej Partii Rosji, po czym został członkiem komitetu centralnego i głównym redaktorem jej organu prasowego „Gołos naroda”. Był też autorem artykułów. Po zabiciu przez partyzantów K. P. Woskobojnika 8 stycznia 1942 r., S. W. Mosin został przewodniczącym 5-osobowej rady wykonawczej. Brał udział w formowaniu kolejnych oddziałów „milicji ludowej”, przemianowanej na Rosyjską Wyzwoleńczą Armię Ludową (RONA), a także w niektórych starciach z partyzantką sowiecką zarówno na obszarze tzw. Republiki Łokockiej, jak też później Białorusi. Wchodził w skład sądu polowego, który sądził partyzantów i osoby im pomagające. Po niepowodzeniu utworzenia 29 Dywizji Grenadierów SS i włączeniu jej żołnierzy w skład Sił Zbrojnych Komitetu Wyzwolenia Narodów Rosji pod koniec 1944 r., S. W. Mosin trafił do oddziału kadr sztabu Sił Zbrojnych KONR. Został wyznaczony pełnomocnikiem ds. materialnej pomocy dla uchodźców z okupowanych obszarów ZSRR. Po zakończeniu wojny wraz z pozostałymi „własowcami” został wydany Sowietom, którzy go aresztowali i uwięzili. Po procesie skazano go w końcu grudnia 1946 r. na karę śmierci.